# Capitolina Díaz
Capitolina Díaz Martínez (Villadepalos-Carracedelo, León, 24 d'agost de 1952), és una sociòloga espanyola especialitzada en Sociologia de l'Educació, Sociologia del Gènere i Metodologia de les Ciències Socials. Ha estat primera directora de la Unitat de Dones i Ciència (2006-2008) i Directora General per a la Igualtat en l'Ocupació del Govern d'Espanya (2008-2010). Des del 2012 és professora de la Universitat de València i des d'octubre de 2013 és presidenta de l'Associació de Dones Investigadores i Tecnòlogues.

## Biografia
Nascuda en Villadepalos-Carracedelo i criada a Ponferrada es va llicenciar en sociologia per la Universitat Complutense de Madrid i es va doctorar a la Universitat de Londres.
Ha estat professora titular del Departament de Sociologia de la Universitat d'Oviedo des de 1992 on ha format part del CIFEM (Centre de Recerques Feministes i Estudis de les Dones). També va ser professora visitant de les universitats de Stanford (EUA), UAM (Mèxic), Moa (Cuba) i El Comahue (Argentina).
De gener de 2006 a febrer de 2008 va ser la primera directora de la Unitat de Dones i Ciència del Ministeri d'Educació i Ciència del Govern d'Espanya, òrgan creat en 2005 per promoure l'aplicació del principi de transversalitat de gènere, o mainstreaming, en els àmbits científic, tecnològic i d'innovació.
El març de 2006 l'Associació de Dones Progressistes bercianes va oferir el seu premi Dona 2006 a Capitolina Díaz Martínez.
Durant l'any 2008 va ser Consellera de Recerca en la Representació Permanent d'Espanya davant la Unió Europea a Brussel·les i al desembre de 2008 va ser nomenada Directora General per a la Igualtat en l'Ocupació al Govern de José Luis Rodríguez Zapatero.
Directora General per a la Igualtat en l'Ocupació del Ministeri d'Igualtat (2008-2010) i Directora de l'Oficina de Relacions Internacionals del Ministeri d'Igualtat.
Des de desembre de 2012 és professora del Departament de Sociologia de la Universitat de València en el Departament de Sociologia i Antropologia Social on entre altres temes ha investigat la bretxa salarial de les dones. (2015)
De l'octubre de 2013 a l'octubre de 2016 va ser presidenta de l'"Asociación de Mujeres Investigadoras y Tecnólogas".

## Publicacions

### Llibres
- El presente de su futuro: modelos de autopercepción y de vida entre los adolescentes españoles. (1998) Segle XXI d'Espanya. ISBN 84-323-0936-2
- ''Sociología y género'' (2013) Editorial Tecnos

En col·laboració:
- ''Ética'' (Madrid, Anaya, 1995 i 2003 i 2008).
- Dinero, Amor e Individualización (Oviedo, KRK, 2004)
- Modern Couples Sharing Money, Sharing Life (Londres: Palgrave-Macmillan, 2007)
- Viejas sociedades, nuevas sociologías (Madrid: CIS, 2005)

### Articles (selecció)
- ¿Aman la ciencia las mujeres de comienzos del siglo XXI? ¿Ama el sistema de ciencia a las mujeres' (Societat Espanyola de Bioquímica i Biologia Molecular, 2013);
- Gender inequalities and the role of money in Spanish dual-income couples' (European Societies, 2010);
- Horarios más adecuados, vidas más igualitarias. Horarios laborables compatibles con la igualdad, base de una economía sostenible (Nombres propios, 2010)